# 守卫命令语言
守卫命令语言（GCL：Guarded Command Language）是艾兹赫尔·戴克斯特拉为谓词变换语义定义的一门语言。它以精简方式组合了编程概念，它们处在以某种实际的编程语言书写程序之前。它的简单性使得采用霍尔逻辑证明程序的正确性更加容易。

## 守卫命令
守卫（guarded）命令是守卫命令语言的最重要元素。在守卫命令中，同名字所说一样，这个命令是被守卫着的。这个守卫是先决条件，在这个语言被执行之前，它必须为真。在这个语句执行开始时，可以假定这个守卫为真。还有，如果这个守卫为假，这个语句将不被执行。使用守卫命令使得证明程序满足规定更加容易。这个语句也经常是另一个守卫命令。

### 语法
一个守卫命令是形如G → S的一个语句，这里的
- G是先决条件，叫做守卫（guard）；
- S是语句。

如果G为真，守卫命令可以简单的写为S。

### 语义
当在计算中遇到G的时刻，求值它。
- 如果G为真，执行S；
- 如果G为假，查看上下文来决定做什么（在任何情况下，都不执行S）。

## 跃过和中止
在守卫命令语言中，跃过（skip）和中止（abort）是非常简单也是非常重要的语句。中止是未定义指令：做任何事情。中止语句甚至不需要终止（terminate）。在公式化一个证明的时候，它被用来描述一个程序，在这种情况下证明通常失败。跃过是空指令：什么事情都不做。它被用在程序自身中，当语法要求一个语句的时候，而编程者却不想要机器改变状态。

### 语法
```
skip
```

```
abort
```

### 语义
- Skip: 什么事情都不做
- Abort: 做任何事情

## 赋值
将值指派给变量。

### 语法
```
v := E
```

或
```
v0, v1, ..., vn := E0, E1, ..., En
```

这里的
- v是程序变量，
- E是数据类型同于其对应变量的表达式。

## 串接
语句由分号（;）来分割。

## 选择：if
选择（经常叫做“条件语句”或“if语句”）是守卫命令的列表，从中选取一个来执行。如果多于一个守卫为真，非确定性的选取一个语句来执行。如果没有守卫为真，结果是未定义的。因为至少一个守卫必须为真，空语句"skip"经常是需要的。

### 语法
```
if
 G0 
→
 S0
 □ G1 
→
 S1
...
 □ Gn 
→
 Sn

fi
```

### 语义
在执行一个选择的时候求值所有的守卫。如果没有守卫被求值为真，则选择的执行会abort，否则非确定性的选择其值为真的守卫之一，并执行对应的语句。

### 例子

#### 简单
用伪代码：
if a < b then c := True
else c := False
用守卫命令语言：
```
if
 a < b 
→
 c := true
 □ a ≥ b 
→
 c := false

fi
```

#### 使用skip
用伪代码：
if error = True then x := 0
用守卫命令语言：
```
if
 error = true 
→
 x := 0
 □ error = false 
→
 
skip

fi
```

如果第二个守卫被省略，并且error = False，结果是abort。

#### 多个守卫为真
```
if
 a ≥ b 
→
 max := a
 □ b ≥ a 
→
 max := b

fi
```

如果a = b，要么a要么b被选取为极大值的新值，具有相同的结果。但是，在实现这个例子的时候，可能会发现一个比另一个更容易或更快。因为对于编程者这里没有区别，可以随意实现任何一种方式。

## 重复：do
重复会反复的执行守卫命令知道没有守卫为真。通常，这里只有一个守卫。

### 语法
```
do
 G0 
→
 S0
 □ G1 
→
 S1
...
 □ Gn 
→
 Sn

od
```

### 语义
当执行重复的时候所有守卫都求值。如果所有守卫都求值为假，则执行skip。否则非确定性的选取其值为真的守卫之一，并执行对应的语句，此后再次执行重复。

### 例子

#### 欧几里德算法
```
a, b := A, B;

do
 a < b 
→
 b := b - a
 □ b < a 
→
 a := a - b

od
```

这个重复在a = b时候结束，在这种情况下a和b持有A和B的最大公约数。
戴克斯特拉在这个算法中见到了两个无限循环a := a - b和b := b - a同步的一种方式，在这种方式下a≥0和b≥0保持为真。

#### 扩展欧几里德算法
```
a, b, x, y, u, v := A, B, 1, 0, 0, 1;

do
 b ≠ 0 
→

 □ q, r := a 
div
 b, a 
mod
 b;
 □ a, b, x, y, u, v := b, r, u, v, x - q*u, y - q*v

od
```

这个重复在b = 0的时候结束，在这种情况下变量持有对贝祖等式：xA + yB = gcd(A,B)的解。

#### 非确定性排序
```
do
 a>b 
→
 a, b := b, a
 □ b>c 
→
 b, c := c, b
 □ c>d 
→
 c, d := d, c

od
```

这个程序在其中一个元素大于它的后续者的时候持续的置换元素。这个非确定性冒泡排序不比它的确定性版本更加有效率， 但是易于证明：只要元素仍未有序它就不会停止并且它每步至少排序2个元素。

#### Arg max
```
x, y = 1, 1 

do
 x≠n 
→

 □ 
if
 f(x) ≤ f(y) 
→
 x := x+1
 □  □ f(x) ≥ f(y) 
→
 y := x; x := x+1
 □ 
fi

od
```

这个算法找到值1 ≤ y ≤ n，对于它给定整数函数是最大的。不只是这个计算而且最终状态都不是必然唯一确定的。

## 应用

### 构造正确程序
将观察的守卫命令的同余关系推广成格导致了精制演算。这已经机制化于形式化方法如B方法中，它允许从它们的规定形式化的导出程序。

### 异步电路
守卫命令适合于准延迟不敏感电路设计，因为重复允许不同命令选择的任意相对延迟。在这种应用之，在电路中驱动一个节点y的逻辑门构成自两个守卫命令如下：
```
PullDownGuard 
→
 y := 0
PullUpGuard 
→
 y := 1
```

这里的PullDownGuard和PullUpGuard是逻辑门输入的函数，它描述了什么时候这个逻辑门分别将输出拉下或拉上。不同于经典的电路评估模型，一组守卫命令的重复（对应于一个异步电路）可以准确的描述这个电路的所有可能的动态行为。

### 模型检查
守卫命令可以用在Promela编程语言中，它被用于SPIN模型检查器。SPIN验证并发软件应用的正确操作。

### 其他
Perl模块Commands::Guarded实现了戴克斯特拉的守卫命令的一个确定性的校正变体。

## 引用
1. ↑  Dijkstra, Edsger W.  (PDF).   [August 16, 2006]. （原始内容存档 (PDF)于2021-01-18）.
2. ↑  Anne Kaldewaij, , Prentice Hall, 1990
3. ↑  Back, Ralph J.  (PDF). 1978  [2021-02-17]. （原始内容 (pdf)存档于2011-07-20）.
4. ↑  Martin, Alain J. .